# Murska Sobota
Murska Sobota er Sloveniens nordligste by.
Byens udvikling startede i Middelalderen, da vejen, som forbandt de tyske lande med Ungarn, førte igennem området. Fra Radgona førte en bred vej mod Szombathely, parallel med den såkaldte "kraljevska cesta" (kongelig vej) til Czester, Lendava og Velika Kaniza.
Murska Sobota bliver nævnt som by første gang i 1366. 
I tiden under den tyrkiske invasion i den første halvdel af det 17. århundrede lå Murska Sobota bag en stor forsvarsmur og voldgrav.
Peter Szapary købte byens land i 1687, og med kongens accept blev han ejer af Murska Sobota i 1690. 
Familien Szapary ejede byen helt op til den 1. verdenskrig. 
I tiden under Kongeriget Jugoslavien var der en distriktsguvernør i byen indtil 1941, da byen blev okkuperet af ungarerne.
Den 3. april 1945 blev byen befriet af den Røde Armé sammen med Prekomurje partisanenheder. 